# Radoje Domanović

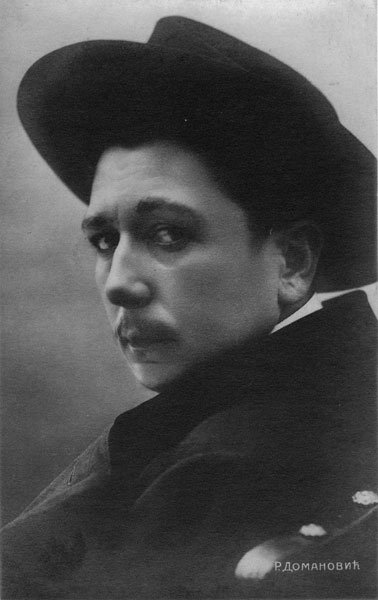
Radoje Domanović

Radoje Domanović (* 4. Februarjul. / 16. Februar 1873greg. in Ovsište; † 4. Augustjul. / 17. August 1908greg. in Belgrad) ist der Begründer der modernen serbischen Satire. Er war als Mittelschulprofessor in verschiedenen Städten Serbiens tätig und wurde wegen seiner Satiren, die gegen das Herrscherhaus Obrenović gerichtet waren, mehrere Male aus dem Staatsdienst entlassen. Domanović schrieb auch ernste Erzählungen, widmete sich aber dann ganz der Satire, mit der er die Korruption und die blinde Unterwürfigkeit seiner Landsleute geißelte.

## Werke
- Danga (Das Brandmal), 1899
- Vođa (Der Führer), 1901
- Kraljević Marko po drugi put među Srbima (Marko Kraljević zum zweiten Mal unter den Serben), 1901
- Mrtvo more (Das Tote Meer), 1902
- Razmišljanje jednog običnog srpskog vola (Gedanken eines einfachen serbischen Ochsen), 1902
- Stradija (Stradien), 1902

### Ausgaben
- Celokupna dela, 2 Bände, Belgrad ca. 1925 und 1928
- Izabrane pripovijetke, Zagreb 1946
- Satire, Belgrad 1953
- Sabrana dela, 3 Bände, Belgrad 1964 (in kyrillischer Schrift)
- Satire i pripovetke, 2000, ISBN 86-17-05129-9